# 长尾南蜥
长尾南蜥（学名：Eutropis longicaudata）又名长尾真棱蜥，为石龙子科真稜蜥屬的爬行动物。分布于泰国、越南、老挝、马来半岛、台湾以及中国大陆的云南、广东、海南、香港等地，该物种的模式产地在泰国。
其种加词“longicaudata”意为“长的尾巴”。

## 描述
體長約13公分，最大全長可達42公分，為台灣石龍子科中，體型最長的蜥蜴。身體背面主要為褐色，體側有黑色大縱帶，背上有許多黑色雜斑，略形成數條小縱帶。腹面則為白色。

## 習性
日行性，以昆蟲及小型無脊椎動物為食。尾巴極易自割。卵生，每窩可產下8到12枚卵。

## 棲地
主要栖息于岩石上长满杂草的地区，亦发现于住宅堆积物附近及鱼区。

## 保护
本种于2023年被收录入《有重要生态、科学、社会价值的陆生野生动物名录》。